# Armand Tatossian
Pour les articles homonymes, voir Armand.
Armand Tatossian ou Armand Tatosian, né le 26 septembre 1951 à Alexandrie et mort le 23 août 2012 à Montréal, est un peintre de paysages québécois d'origine arménienne. Ses parents ont émigré d'Arménie en Égypte, où il est né, puis sont arrivés à Montréal en 1960.

## Biographie
Armand Tatossian naît le 26 septembre 1951 à Alexandrie de parents arméniens. Certaines sources placent sa naissance en 1948. Son grand-père était curateur du Musée national d'Alexandrie, et l'a donc incité à commencer à dessiner. Son grand-père lui apprend aussi la peinture. Son grand-oncle était quant à lui un artiste peintre. Son oncle Yeghiche Tatossian était un peintre ayant étudié à Paris le postimpressionnisme, style qu'il rapporte à son retour en Arménie. Son père Charles, décédé en 2016, était aussi un peintre impressionniste canadien.
Sa famille s'établit à Montréal en 1960. Après son immigration, il se dédie à la peinture à temps plein en 1965. En 1966, il étudie sous la tutelle du sculpteur serbe Jose Majzner, avant de suivre Adam Sherriff Scott. Il œuvre à la restauration de ses murales antérieures, mais n'est pas payé. Il finit par devenir son assistant, et le suit dans ses excursions, qui lui permettent notamment de découvrir Goodridge Roberts, Stanley Cosgrove et A. Y. Jackson. En 1970, il effectue un court séjour en Grèce, qui va l'inspirer pour ses œuvres. De 1970 à 1971, il continue ses études aux Beaux-Arts de Paris, puis à l'académie Carrara, à Bergame, où il améliore son style impressionniste.
Il effectuait principalement des peintures à l'huile sur toile et aimait beaucoup représenter les paysages québécois et canadiens dans ses œuvres. Il effectue cependant aussi des natures mortes ou des peintures abstraites de temps à autre. Ses premières expositions internationales datent de 1968,. Il s'est aussi inspiré du Group of Seven.
En 1973, il est élu membre de l'Académie royale des arts du Canada, devenant ainsi le plus jeune membre élu de l'académie. Il devient par la suite professeur à la faculté des Beaux-Arts de l'Université Concordia. Il a effectué plusieurs expositions à travers l'Amérique du Nord, l'Europe et l'Asie. Il meurt le 23 août 2012 à l'âge de 60 ans. Il avait deux sœurs et un frère, ainsi que deux enfants. Ses funérailles ont eu lieu à Dollard-Des Ormeaux. Après sa mort, en 2015 est fondée la fondation Armand Tatossian.

## Œuvres
- Chicoutimi, le dimanche après-midi, huile sur toile, 76 × 102 cm, date inconnue, vendue par Heffel (en) pour 9 975 $ (CAD), collection privée[6] ;
- Still Life with Roses, huile sur toile, 30 × 40 cm, date inconnue, vendue par Cowley Abbott pour 1080 $ (CAD), collection privée[1] ;
- Fish market, huile sur toile, 41 × 51 cm, 1986, vendue le 23 avril 2017 par Champagne Auctions, collection privée[7] ;

## Collections
- Fred W. Smith National Library for the Study of George Washington (en) (Washington D.C.)[3] ;
- Koyman Galleries (Ottawa)[2] ;
- Musée arménien des États-Unis (en) (Watertown (Massachusetts))[3] ;
- Musée des beaux-arts Vanadzor (en) (Erevan)[3] ;
- Musée du monastère San Lazzaro degli Armeni (Venise)[3] ;
- Pinacothèque nationale d'Athènes (Athènes)[3] ;